# Большие этюды по Паганини
Большие этюды по Паганини (Grandes études de Paganini), S. 141 ― цикл из шести этюдов Ференца Листа, опубликованный в 1851 году. Цикл является переработкой более сложной версии 1837 года, опубликованной под названием «Трансцендентные этюды на тему Паганини» (Études d’execution transcendante d’après Paganini). Основой этих этюдов являются темы из скрипичных произведений Никколо Паганини, преимущественно из его «24 каприсов для скрипки соло».
Этюды посвящены мадам Кларе Шуман.

## Структура
Цикл включает следующие этюды:
- № 1, соль минор ― написан на тему 6-го каприса
- № 2, ми-бемоль мажор — написан на тему 17-го каприса
- № 3, соль-диез минор (Кампанелла) ― написан на тему Второго концерта
- № 4, ми мажор — написан на тему 1-го каприса
- № 5, ми мажор, название «Охота» — написан на тему 9-го каприса
- № 6, ля минор — состоит из темы и вариаций, написан на тему 24-го каприса